# Будаков, Виктор Викторович
Виктор Викторович Будаков (род. 1940) — русский советский писатель, прозаик, публицист, поэт и эссеист. Член Союза писателей СССР (с 1979 года). Почётный профессор ВГПУ (2006). Заслуженный работник культуры РСФСР (1984).

## Биография
Родился 1 июня 1940 года в селе Нижний Карабут Россошанского района Воронежской области.
С 1958 по 1963 год обучался на историко-филологическом факультете Воронежского государственного педагогического института. С 1965 по 1969 год работал сельском среднем  образовательном учреждении Чечено-Ингушской АССР в должности учителя русского и немецкого языков, а также истории и литературы. С 1965 по 1969 год — литературный сотрудник воронежской газеты «Молодой коммунар». С 1969 по 1986 год — редактор Центрально-Чернозёмного книжного издательства, был выпускающим редактором 30-томной серии «Отчий край». С 1994 по 1997 год — главный редактор и директор Центра духовного возрождения Чернозёмного края. С 1997 по 2001 год — директор Воронежского областного литературного музея имени И. С. Никитина, с 2001 года председатель учёного совета этого музея.
Член Союза писателей СССР с 1979 года. С 1958 года из под пера писателя вышли первые литературные произведения напечатанные в районной воронежской газете «Красное знамя». В 1964 году в городе Грозный вышла его первая поэма «Александр Матросов». В последующем из под пера писателя вышли прозаические и поэтические сборники «Новь» и «Далеким недавним днем» (1972), вышедшая в «Центрально-Чернозёмное книжное издательство». В 1982 году издательством «Современник» были выпущены его рассказы «Миронова гора». В дальнейшем вышли сборники «Молчание» (1982), «Осокоревый круг» (1985), «Судьба» (1988). В 1989 году издательством «Советская Россия» был выпущен роман «Родине поклонитесь». В последующем вышли всевозможные повести и романы, такие как: «Долгие поля» (1991), «Отчий край Ивана Бунина» (1996), «У славянских криниц» (2000), «В стране Андрея Платонова» (2001), «Великий Дон. Воронеж-град» (2002), «Тревожный глобус» и  «Одинокое сердце поэта» (2005), «Великий Дон» (2006), «Времена и дороги», «Белая моя Россошь» и «Подвижники русского слова» (2007),  «Свет на земле» (2008), «Родина и вселенная» (2009),  «Путеводная нить» и «Донская купель» (2010). Публиковался в литературных журналах «Подъём» и «Дон», его книги издавались в издательствах «Советская Россия», «Вече», «Современник» и «Центрально-Чернозёмное книжное издательство». Поэтические произведения Виктора Будакова переводились на чеченский, белорусский, украинский, чешский и немецкий языки.

## Оценки творчества
По отклику литературоведа, доктора филологии, профессора Ольгерда Усминского на книгу «Колодец у белой дороги»:

Военный кошмар, с идейной и художественной позиции В.Будакова, исключает всякую торжественность, всякую лихость в описании... Физические потери рождают душевную муку даже при большой силе характера, но духовный взлет народа потому и велик, что произошел он несмотря на невосполнимые потери, неизбывную боль. И есть миллионы погибших и есть необходимость бороться за память, иначе появится тот зарастающий колодец, так удачно, на мой взгляд, объединивший в себе символику нравственной неисчерпаемости и тленности всего живого
По словам критика, заслуженный работник культуры РСФСР Тамары Давыденко о книге «Дождаться осени»:

Поэтическое чувство любви к отечеству, его замечательным людям, которыми так богата наша земля, — главное достоинство книги
По словам писателя Владимира Варавы о книге «Великий Дон. Воронеж-град»:

Повествование берет своё начало от самых основ жизни народа, тех основ, которые настолько далеко-глубоко ушли корнями в даль былого, что здесь уже не Время, но Бытие открывается взору рассказчика и читателя, Бытие дает смысловую опору и времени, и истории

## Награды
- Заслуженный работник культуры РСФСР (1984)[3]
- Медаль «За труды во благо земли Воронежской» (20 марта 2015) — за многолетнюю плодотворную творческую деятельность, большой личный вклад в развитие культуры Воронежской области, высокий профессионализм и активную жизненную позицию

### Премии
- Лауреат литературной премии имени И. А. Бунина (1996)
- Лауреат литературной премии имени А. П. Платонова (2001)
- Лауреат литературной премии имени А. Т. Твардовского (2004)
- Лауреат литературной премии имени Ф. И. Тютчева (2007)